# Copa de Francia de Ciclismo 2019
La 28.ª edición de la Copa de Francia de Ciclismo de 2019 fue una serie de carreras de ciclismo en ruta que se realizó en Francia. Comenzó el 3 de febrero con el Gran Premio Ciclista la Marsellesa y finalizó el 6 de octubre con el Tour de Vendée.
Formaron parte de la competición las quince pruebas de un día más importantes del calendario francés del UCI Europe Tour 2019, dentro de la categoría 1.1 y 1.HC. Así mismo, formaron parte de la clasificación todos los ciclistas que tenían contrato con equipos ciclistas franceses estableciendo un sistema de puntuación en función de la posición conseguida en cada clásica y a partir de ahí se creaba la clasificación.

## Sistema de puntos

### Clasificación individual
| Posición | 1  | 2  | 3  | 4  | 5  | 6  | 7  | 8  | 9  | 10 | 11 | 12 | 13 | 14 | 15 |
| Puntos   | 50 | 35 | 25 | 20 | 18 | 16 | 14 | 12 | 10 | 8  | 6  | 5  | 3  | 3  | 3  |

### Clasificación por equipos
| Posición | 1  | 2 | 3 | 4 | 5 | 6 | 7 | 8 | 9 |
| Puntos   | 12 | 9 | 8 | 7 | 6 | 5 | 4 | 3 | 2 |

## Carreras puntuables
| Clasificación | Clasificación    | Clasificación                      | Clasificación        | Clasificación               | Clasificación                        | Clasificación                         |
| Pos.          | Fecha            | Carrera                            | Ganador              | Equipo                      | Líder de la clasificación individual | Líder de la clasificación por equipos |
| ------------- | ---------------- | ---------------------------------- | -------------------- | --------------------------- | ------------------------------------ | ------------------------------------- |
| 1.º           | 3 de febrero     | Gran Premio Ciclista la Marsellesa | Anthony Turgis       | Direct Énergie              | Anthony Turgis                       | Direct Énergie                        |
| 2.º           | 24 de marzo      | Gran Premio de Denain              | Mathieu van der Poel | Corendon-Circus             | Mathieu van der Poel                 | Delko Marseille Provence              |
| 3.º           | 30 de marzo      | Clásica de Loire-Atlantique        | Rudy Barbier         | Israel Cycling Academy      | Marc Sarreau                         | Natura4Ever-Roubaix Lille Métropole   |
| 4.º           | 5 de abril       | Route Adélie                       | Marc Sarreau         | Groupama-FDJ                | Marc Sarreau                         | Natura4Ever-Roubaix Lille Métropole   |
| 5.º           | 7 de abril       | La Roue Tourangelle                | Lionel Taminiaux     | Wallonie Bruxelles          | Marc Sarreau                         | AG2R La Mondiale                      |
| 6.º           | 16 de abril      | París-Camembert                    | Benoît Cosnefroy     | AG2R La Mondiale            | Marc Sarreau                         | AG2R La Mondiale                      |
| 7.º           | 20 de abril      | Tour de Finisterre                 | Julien Simon         | Cofidis, Solutions Crédits  | Marc Sarreau                         | AG2R La Mondiale                      |
| 8.º           | 22 de abril      | Tro Bro Leon                       | Andrea Vendrame      | Androni Giocattoli-Sidermec | Marc Sarreau                         | Arkéa Samsic                          |
| 9.º           | 1 de junio       | Gran Premio de Plumelec-Morbihan   | Benoît Cosnefroy     | AG2R La Mondiale            | Marc Sarreau                         | Arkéa Samsic                          |
| 10.º          | 2 de junio       | Boucles de l'Aulne                 | Alexis Gougeard      | AG2R La Mondiale            | Marc Sarreau                         | AG2R La Mondiale                      |
| 11.º          | 18 de agosto     | Polynormande                       | Benoît Cosnefroy     | AG2R La Mondiale            | Marc Sarreau                         | AG2R La Mondiale                      |
| 12.º          | 8 de septiembre  | Gran Premio de Fourmies            | Pascal Ackermann     | Bora-Hansgrohe              | Marc Sarreau                         | AG2R La Mondiale                      |
| 13.º          | 15 de septiembre | Tour de Doubs                      | Stefan Küng          | Groupama-FDJ                | Marc Sarreau                         | AG2R La Mondiale                      |
| 14.º          | 22 de septiembre | Gran Premio de Isbergues           | Mads Pedersen        | Trek-Segafredo              | Marc Sarreau                         | AG2R La Mondiale                      |
| 15.º          | 6 de octubre     | Tour de Vendée                     | Marc Sarreau         | Groupama-FDJ                | Marc Sarreau                         | AG2R La Mondiale                      |

## Clasificaciones finales
Clasificaciones definitivas 

### Individual
| Posición | Ciclista            | Equipo                      | Puntos |
| -------- | ------------------- | --------------------------- | ------ |
| 1.º      | Marc Sarreau        | Groupama-FDJ                | 211    |
| 2.º      | Benoît Cosnefroy    | AG2R La Mondiale            | 170    |
| 3.º      | Andrea Vendrame     | Androni Giocattoli-Sidermec | 102    |
| 4.º      | Julien Simon        | Cofidis, Solutions Crédits  | 94     |
| 5.º      | Baptiste Planckaert | Wallonie Bruxelles          | 80     |
| 6.º      | Kévin Le Cunff      | Saint Michel-Auber93        | 78     |
| 7.º      | Bryan Coquard       | Vital Concept-B&B Hotels    | 77     |
| 8.º      | Quentin Jauregui    | AG2R La Mondiale            | 69     |
| 9.º      | Lionel Taminiaux    | Wallonie Bruxelles          | 64     |
| 10.º     | Christophe Laporte  | Cofidis, Solutions Crédits  | 60     |

### Jóvenes
| Posición | Ciclista             | Equipo                              | Puntos |
| -------- | -------------------- | ----------------------------------- | ------ |
| 1.º      | Benoît Cosnefroy     | AG2R La Mondiale                    | 170    |
| 2.º      | Andrea Vendrame      | Androni Giocattoli-Sidermec         | 102    |
| 3.º      | Quentin Jauregui     | AG2R La Mondiale                    | 69     |
| 4.º      | Lionel Taminiaux     | Wallonie Bruxelles                  | 64     |
| 5.º      | Pierre Barbier       | Natura4Ever-Roubaix Lille Métropole | 54     |
| 6.º      | Mathieu van der Poel | Corendon-Circus                     | 50     |
| 7.º      | Mads Pedersen        | Trek-Segafredo                      | 50     |
| 8.º      | Pascal Ackermann     | Bora-Hansgrohe                      | 50     |
| 9.º      | Anthony Turgis       | Total Direct Énergie                | 50     |
| 10.º     | Bram Welten          | Arkéa Samsic                        | 47     |

### Equipos
| Posición | Equipo                              | Puntos |
| -------- | ----------------------------------- | ------ |
| 1.º      | AG2R La Mondiale                    | 125    |
| 2.º      | Arkéa Samsic                        | 107    |
| 3.º      | Cofidis, Solutions Crédits          | 103    |
| 4.º      | Groupama-FDJ                        | 97     |
| 5.º      | Natura4Ever-Roubaix Lille Métropole | 91     |
| 6.º      | Saint Michel-Auber93                | 87     |
| 7.º      | Delko Marseille Provence            | 80     |
| 8.º      | Total Direct Énergie                | 77     |
| 9.º      | Vital Concept-B&B Hotels            | 60     |
| 10.º     | Selección de Francia sub-23         | 11     |